# Bob Paisley
Vous lisez un « bon article » labellisé en 2022.
Pour les articles homonymes, voir Paisley.
Robert Paisley, dit Bob Paisley, né le 23 janvier 1919 à Hetton-le-Hole et mort le 14 février 1996 à Halewood, est un joueur et entraîneur de football anglais, considéré comme l'un des plus grands entraîneurs britanniques de tous les temps.
Paisley consacre plus de cinquante ans de sa vie au Liverpool FC, d'abord comme joueur, période au cours de laquelle il remporte un premier titre de champion d'Angleterre en 1947, puis comme physiothérapeute, entraîneur adjoint de Bill Shankly, manager à la suite de ce dernier, puis conseiller et directeur.
Au poste de manager, accepté avec réticence, il obtient un succès exceptionnel. En neuf saisons sur le banc des Reds, de 1974 à 1983, il remporte vingt trophées, dont six titres de champion d'Angleterre et la Coupe d'Europe des clubs champions à trois reprises, un exploit alors inédit pour un entraîneur.
Malgré la relativement courte durée de sa carrière d’entraîneur, ses succès ont profondément marqué l'histoire du football anglais. Ils lui valent d’être fait officier de l'ordre de l'Empire britannique (OBE) dès 1977 et d’être intégré à l’English Football Hall of Fame dès sa création en 2002.

## Biographie

### Jeunesse
Robert Paisley naît le 23 janvier 1919 à Hetton-le-Hole, une petite ville minière située à quelques kilomètres de Sunderland. Il la décrit comme « une communauté très unie où le charbon était roi et le football une religion ». Son père Samuel est mineur et sa mère Emily femme au foyer. Ils ont quatre fils : Willie, Bob, Hugh et Alan.
La vie n'est pas facile pour les familles ouvrières et, comme il le racontera plus tard : « Nous vivions dans une petite maison mitoyenne, et bien que nous n'ayons jamais manqué de l'essentiel, il ne restait jamais beaucoup d'argent à la fin de la semaine ». Il fréquente l'école locale et, comme ses amis, compte sur les soupes populaires pour compléter un régime alimentaire maigre. Lors de la grève générale de 1926, alors qu'il a sept ans, il se rend sur les terrils pour recueillir de la poussière de charbon que ses parents mélangent avec de l'eau pour créer du combustible. 
Paisley joue au football avec ses copains dans la rue et avec l'équipe de son école d'Eppleton. Il s'y fait remarquer pour ses talents peu ordinaires ; on rapporte qu'il remporte avec son école dix-sept trophées en quatre ans. À 14 ans il doit quitter l'école pour gagner sa vie et aider sa famille. Il rejoint son père et son frère aîné à la surface de la mine, où il développe encore un physique déjà robuste. Il y est témoin d'un accident souterrain dont son père est victime et qui rend ce dernier incapable de travailler pendant cinq ans. La mine est fermée peu après. Marqué, Bob change de métier et se forme à la maçonnerie.
Il continue à pratiquer le sport (course à pied et cricket notamment) et à jouer au football avec le club de Hetton, où son talent attire l'attention. Il est recommandé par son club aux dirigeants du Sunderland AFC, le grand club de la région dont il est supporter, mais son profil n'est pas retenu car il est jugé « trop petit »,. Tottenham Hotspur et Wolverhampton Wanderers s'intéressent également à lui, sans donner suite. 
En 1937, à 18 ans, il rejoint finalement les rangs du Bishop Auckland Football Club, le plus titré des clubs amateurs anglais, localisé à une trentaine de kilomètres d'Hetton-le-Hole. On lui offre une compensation de trois shillings et six pence par match, soit le maximum autorisé pour un club amateur. Paisley s'y affirme au poste de demi aile,. Lors de sa deuxième saison, son équipe réalise un notable triplé en remportant le championnat de la Northern Football League, la Durham County Challenge Cup et surtout la Coupe d'Angleterre amateur. Lors de la finale disputée au Roker Park de Sunderland, les Bishops battent Willington AFC (en) 3 buts à 0, après prolongation.

### Seconde Guerre mondiale
En cours de la saison 1938-1939, Paisley est approché par George Kay, le manager du Liverpool FC, club du championnat d'Angleterre. Ils s'accordent pour signer en fin de saison. Malgré l'approche tardive de Sunderland, Paisley tient sa promesse. Le 8 mai 1939, quelques mois après son vingtième anniversaire, Bob Paisley se rend en train à Liverpool, où il est accueilli par Andy McGuigan, qui l'accompagne à Anfield pour y signer son contrat. Paisley prend part à la préparation de pré-saison et participe à deux matchs de l'équipe réserve, avant que toutes les compétitions ne soient annulées du fait de l'entrée en guerre du Royaume-Uni le 3 septembre. Paisley fait à cette période la connaissance de Matt Busby, alors capitaine de Liverpool et futur entraîneur emblématique de Manchester United, qui lui prodigue conseils et encouragements.
En octobre 1939, Paisley est appelé dans l'armée britannique et affecté à la Royal Artillery. Il est artilleur dans le 73e Medium Regiment, une unité d'artillerie à moyenne portée qui stationne jusqu'en août 1941 dans différents camps en Grande-Bretagne, notamment à Rhyl, et dans le Cheshire, à une trentaine de kilomètres de Liverpool.
Malgré les combats, le gouvernement britannique autorise la Football Association à organiser des matchs amicaux en dehors des zones d'évacuation, avec les joueurs disponibles. À l'occasion de la finale de la Liverpool Senior Cup de 1940 opposant Liverpool et Everton FC, Paisley est ainsi autorisé à jouer, mais doit faire le trajet aller-retour, soit environ 60 km, à vélo. Everton remporte le match 4-2 devant 30 000 spectateurs,. Le 1er avril 1940, Liverpool, avec notamment Paisley, Matt Busby et Billy Liddell, prend sa revanche à Goodison Park (3-1). Paisley prend ainsi part à 34 matchs amicaux de Liverpool entre 1939 et 1941, marquant dix buts. Il joue aussi pour Bristol City comme joueur invité.
Les talents de footballeur de Paisley lui évitent de partir en Extrême-Orient : alors que son unité est choisie pour prendre part à la Guerre du Pacifique contre le Japon, il est affecté par le commandement à une autre unité afin de pouvoir continuer à mener l'équipe de football du régiment. Son ancienne unité, débordée par l'armée japonaise, sera faite prisonnière.
Fin août 1941, Paisley part finalement avec son régiment en Égypte. Le voyage dure dix semaines. Son premier courrier reçu d'Angleterre est une carte de George Kay lui demandant s'il serait disponible pour jouer contre Preston North End lors de l'ouverture de la saison, trois mois plus tôt. Pendant son séjour en Égypte, Paisley est initié à l'équitation et aux courses de chevaux par ses amis le jockey Reg Stretton et l'entraîneur Frank Carr. Il sert au sein de la 8e armée en Égypte jusqu'en 1943, dans une unité antichar, prenant notamment part à l'opération Crusader et à la seconde bataille d'El Alamein. Il part ensuite en Sicile et en Italie, où il apprend la mort de son plus jeune frère, Alan, de maladie en Angleterre. Il participe en juin 1944 à la libération de Rome, défilant dans la ville sur un char, puis à celle de Florence. Il rentre en 1945 en Angleterre, où il stationne à Woolwich Arsenal jusqu'à sa démobilisation.

### Carrière de joueur professionnel
L'English Football League ne relance pas le championnat dès 1945. De nombreux joueurs étant encore engagés dans les forces armées, les déplacements restent difficiles à organiser. Elle le remplace par un championnat non officiel composé de deux groupes géographiques Nord et Sud. La Coupe d'Angleterre est par contre organisée, ce qui offre à Paisley l'occasion de faire ses débuts officiels avec Liverpool le 5 janvier 1946, plus de six ans après sa signature au club, lors du premier match de la compétition face à Chester. Liverpool l'emporte 2 buts à 0. Il participe à son premier match de championnat le 7 septembre, en même temps que Billy Liddell, ailier de trois ans son cadet. Aligné sur le côté gauche, le duo réalise des débuts remarqués et affiche une complicité qui se traduira par une amitié de toute une vie. Liddell détient au moment de sa retraite sportive en 1961 le record du nombre de matchs disputés pour Liverpool, et est alors deuxième au classement des meilleurs buteurs de l'histoire du club.
Pour sa première saison complète avec les Reds, en 1946-1947, Paisley joue 33 des 42 matchs de championnat au poste de demi gauche. S'il n'a pas un talent technique exceptionnel, il brille par sa détermination, sa solidité défensive et l'« agressivité » de ses tacles, mais aussi par sa capacité à identifier les faiblesses de ses adversaires. Il participe largement au premier titre de champion d'Angleterre remporté par son club depuis 24 ans, à l'issue d'une lutte serrée avec plusieurs clubs dont Stoke City, qui s'incline lors d'un dernier match décisif disputé en retard. 
Paisley s'affirme les saisons suivantes comme un titulaire régulier de l'équipe, en jouant respectivement 37 et 36 matchs de championnat en 1947-1948 — saison durant laquelle il marque son premier but, le 1er mai 1948, lors d'une victoire contre Wolverhampton Wanderers — et 1948-1949. La saison 1949-1950 est cruelle : l'équipe reste invaincue pendant les dix-neuf premières journées de championnat et pointe toujours en tête du classement au mois d'avril. Paisley, blessé au genou, manque une douzaine de matchs entre octobre et décembre avant de retrouver sa place dans l’équipe. Il marque le premier but en demi-finale de Coupe d'Angleterre contre les rivaux d'Everton (2-0) en mars mais se blesse de nouveau peu après. En son absence, l'équipe multiplie les défaites et perd ses espoirs de titre en championnat. Rétabli in extremis, Paisley s'attend à disputer la finale de la Coupe contre Arsenal, la première jouée par Liverpool au stade de Wembley, mais il n'est finalement pas retenu par l’entraîneur George Kay, ce qui l'affecte profondément. Liverpool perd la finale (0-2) et termine le championnat au 8e rang,. Paisley pense alors à quitter le club puis se ravise. Il déclarera par la suite que cette expérience lui fut précieuse au moment d'annoncer à des joueurs qu'ils n'allaient pas disputer un match important, car il savait ce qu'ils pouvaient ressentir.
La saison suivante, Paisley réalise sa saison la plus complète de sa carrière en jouant 41 des 42 matchs de championnat, portant pour la première fois le brassard de capitaine, en remplacement du titulaire attitré, Phil Taylor. Mais les résultats du club se dégradent progressivement et l'équipe n'atteint plus que des places en milieu de tableau ; l’entraîneur George Kay, dont la santé est fragile, se retire en janvier 1951. Le jeune Don Welsh, débauché de Brighton & Hove Albion pour le remplacer, ne parvient pas à enrailler la chute sportive du club. Paisley joue moins à partir de la saison 1952-1953, qui voit Liverpool passer progressivement de la première à la 18e place, et sauver finalement sa place en première division lors de la dernière journée. La saison suivante, cauchemardesque, s’achève par une dernière place au classement et une relégation en Second Division, une première depuis 1904.
Le contrat de footballeur de Paisley n'est pas renouvelé. Il envisage de reprendre son métier de maçon, mais les dirigeants lui proposent une reconversion dans l'équipe médicale comme physiothérapeute, qu'il accepte, en dépit d'un salaire modeste.

### Reconversion comme physiothérapeute puis adjoint
Paisley est un physiothérapeute autodidacte, qui s'est formé en prenant des cours par correspondance,. Il manifeste des capacités de diagnostic et de soin étonnantes, ainsi qu'une connaissance pratique de la psychologie, ce qui en fait un membre précieux de l’équipe technique. Le directeur Tom Williams lui propose de devenir l'entraîneur de l'équipe réserve, puis, en août 1959, après la retraite de Bert Shelley, il devient entraîneur adjoint de l'équipe première,.
La nomination de Bill Shankly en tant que manager en remplacement de Phil Taylor en décembre 1959 change la destinée du club. Shankly réunit à son arrivée l'équipe technique en place, composée de Paisley, Reuben Bennett et Joe Fagan, pour leur signifier son souhait de travailler avec eux et garantir le maintien de leur emploi, en exigeant en retour une loyauté absolue les uns envers les autres et envers le club. Paisley s'entend immédiatement particulièrement bien avec l’Écossais. Alors que sous Phil Taylor, l'entraînement était un travail traditionnel d'exercice physique et d'endurance, Shankly apporte des idées novatrices, avec un entraînement fondé sur la vitesse et l'utilisation du ballon. Les jeux à cinq sont introduits comme un élément clé. Paisley, comme Fagan et Bennett, adoptent avec enthousiasme les méthodes de Shankly. Fagan fait d'une zone de stockage à Anfield une salle pour les entraîneurs, baptisée la « Boot Room », où Shankly et ses adjoints tiennent des réunions quotidiennes pour discuter stratégie, tactique, entraînement et joueurs.
La préparation des joueurs devient centrale. Au-delà de l’entraînement, l'encadrement veille à mettre les joueurs dans les meilleures conditions. Paisley, du fait de son expérience de physiothérapeute, convainc par exemple Shankly de laisser aux joueurs le temps de se rafraîchir entre l'exercice et le bain, afin de réduire les risques de frissons et de foulures. Les joueurs se changeaient donc à Anfield, se rendaient en bus au complexe d'entraînement à Melwood et retournaient ensuite à Anfield pour se laver et manger. Cette routine permettait aux joueurs de refroidir, de créer des liens supplémentaires dans le groupe, et d'avoir un lien quotidien avec le stade d'Anfield. De fait, le club déplore très peu de blessures. En 1965-1966 par exemple, une saison couronnée d'un titre de champion d'Angleterre et d'une finale de Coupe d'Europe, le groupe n'est composé en pratique que de treize joueurs (dont trois remporteront la Coupe du monde quelques semaines plus tard avec l'Angleterre),.
Le biographe de Shankly, Stephen F. Kelly, décrit Paisley comme « l'adjoint parfait : jamais une menace pour Shankly mais offrant toujours des conseils avisés ». Paisley est sans prétention et heureux de rester dans l'ombre, mais Kelly reconnaît son influence car bien que « Shankly ait été le grand meneur d'homme de Liverpool, Paisley en était le tacticien ». Paisley apporte la stabilité et la subtilité tactique à la gestion passionnelle de Shankly. Il est notamment chargé de l'observation et de l'analyse des adversaires.
Sous la direction de Shankly, de 1959 à 1974, Liverpool retrouve la première division en 1962, remporte le championnat dès 1964 et la première Coupe d'Angleterre de l'histoire du club en 1965. En 1966, Liverpool remporte un nouveau championnat, s'incline en finale de la Coupe d'Europe des vainqueurs de coupe et enlève le Charity Shield. Après cinq saisons ponctuées par des places d'honneur, mais sans nouveau trophée, les hommes de Shankly remportent une troisième fois le championnat et la deuxième édition de la Coupe UEFA en 1973, soit le premier trophée européen remporté par le club,.
Le 12 juillet 1974, quelques semaines après une deuxième victoire en Coupe d'Angleterre, Bill Shankly, 61 ans, annonce qu'il prend sa retraite, recommandant aux directeurs de nommer Bob Paisley à sa suite.

### La gloire en tant qu'entraîneur
Les directeurs du club, pris au dépourvu par l'annonce de Bill Shankly, s'accordent à maintenir la continuité. Ils convainquent Paisley, d'abord réticent et qui aurait tenté de faire changer d'avis Shankly, à accepter le poste de manager,,. Sa nomination est officialisée le 27 juillet 1974, Paisley se plaçant d'abord en successeur fidèle et modeste de Shankly,. Lors de sa première causerie avec ses joueurs, il leur déclare qu'il ne voulait pas du poste. Les observateurs, qui voient en lui un personnage sympathique mais peu charismatique, qualifient la mission d'impossible. Ils ne s'attendent pas à le voir tenir très longtemps, tout comme Paisley lui-même apparemment.

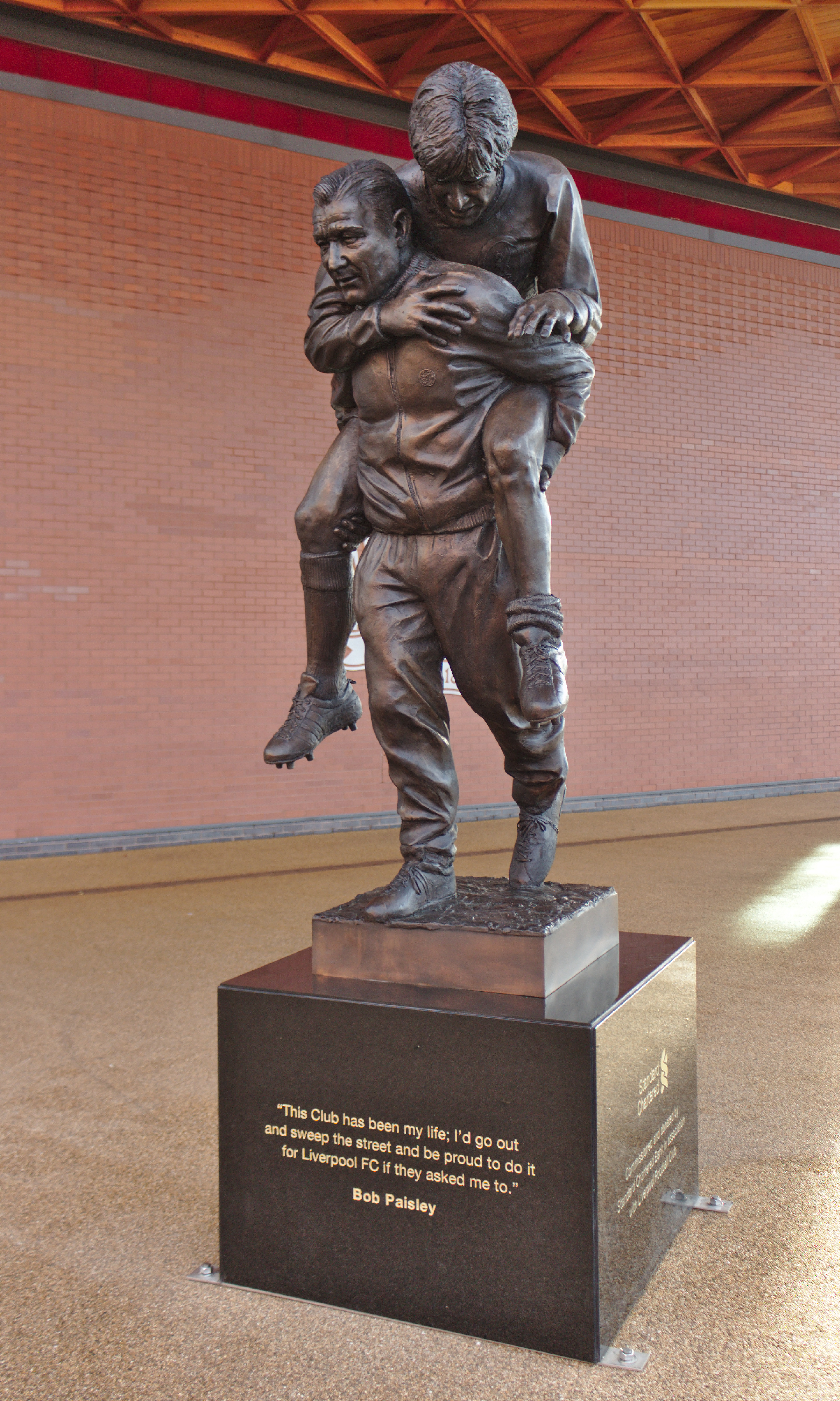
Statue de Paisley transportant Emlyn Hughes hors du terrain, dévoilée à Anfield en 2020.

Sa première saison débute bien, avec un match de Charity Shield tendu remporté aux tirs au but face à Leeds United, champion en titre, et plusieurs premières victoires en championnat. Mais l'équipe de Paisley connaît ensuite deux périodes sans victoire, longues de huit et sept matchs, qui lui font perdre tout espoir de trophée. Il peine à imposer son autorité auprès de ses joueurs et doit un moment supporter les rumeurs d'un retour de Shankly, qui passe parfois à l’improviste au centre d’entraînement saluer joueurs et supporters,. Paisley prend conscience qu'il doit faire évoluer à la fois son discours, auprès de son groupe et de la presse. Il durcit aussi ses méthodes d’entraînement et son mode de gestion des joueurs. Toujours soutenu par le conseil d'administration du club, Paisley mène finalement son équipe à une très honorable deuxième place en championnat, derrière Derby County.
Adepte d'un jeu moderne, fait de passes rapides, de recherche des espaces et d'intelligence du jeu, Paisley imprime progressivement sa marque et renouvelle son effectif. Il s'appuie sur de nouveaux joueurs, comme Ray Kennedy, repositionné au milieu de terrain, le jeune Jimmy Case, et Phil Neal, sa première recrue. Sa deuxième saison est une grande réussite, puisque son équipe remporte à la fois le championnat d'Angleterre et la deuxième Coupe UEFA de l'histoire du club. Mené de deux buts par le Club Bruges après seulement un quart d'heure de jeu en finale aller à Anfield, Liverpool renverse d'abord son adversaire belge (victoire 3-2) puis lui résiste en match retour en Belgique (1-1).
Le doublé de la saison 1975-1976 marque le début d'une forte domination de Liverpool sur le football anglais et européen : dès la saison suivante, Liverpool atteint pour la première fois la finale de la Coupe des clubs champions européens, en éliminant notamment l'AS Saint-Étienne, finaliste l'année précédente. Entre la demi-finale et la finale organisée à Rome, les Reds doivent disputer neuf matchs en quatre semaines, pendant lesquels ils s'assurent d'un nouveau titre de champion d'Angleterre mais s'inclinent aussi en finale de Cup contre Manchester United. Pour la finale européenne, les joueurs de Paisley apparaissent usés physiquement et doivent faire sans deux joueurs importants blessés, John Toshack et Phil Thompson. Les Allemands du Borussia Mönchengladbach sont donnés favoris. Le match est l'occasion d'un duel entre deux joueurs majeurs, le défenseur allemand Berti Vogts et l'attaquant Kevin Keegan. L'Anglais en sort vainqueur, Liverpool domine le match et remporte une victoire éclatante,. Paisley, qui défilait en char 33 ans plus tôt dans la capitale italienne, déclare qu'il s'agit du « plus beau moment de sa vie ». Keegan joue là cependant son dernier match avec Liverpool : il souhaite partir en Europe continentale, disposant d'une clause libératoire dans son contrat de 500 000 £, qu'accepte de verser le club du Hambourg SV. Il finira en fin d'année au deuxième rang du Ballon d'or, le trophée récompensant le meilleur joueur européen, et le remportera les deux années suivantes.
Pour remplacer son meilleur joueur, Paisley jette son dévolu sur l'Écossais Kenny Dalglish, arraché au Celtic FC pour un montant record en Grande-Bretagne de 440 000 £, rejoint pendant l'hiver par un autre Écossais, Graeme Souness. C'est une réussite sportive mais sur la scène nationale, Liverpool doit faire avec la concurrence nouvelle d'un club tout juste promu, Nottingham Forest, dirigé par Brian Clough. Nottingham remporte le championnat devant Liverpool, qui obtient pourtant le même nombre de points que la saison précédente, et bat les Reds en finale de la Coupe de la Ligue, après un match d'appui. Sur la scène européenne, Liverpool confirme par contre son empreinte en remportant la Supercoupe de l'UEFA face à Hambourg, puis une deuxième Coupe des clubs champions européens. Il écarte encore le Borussia Mönchengladbach en demi-finale, et bat le Club Bruges en finale, organisée à Londres, grâce à un but de Dalglish (1-0).
Le début de saison 1978-1979 est marqué par un inattendu et fratricide duel avec Nottingham Forest, au premier tour de la Coupe d'Europe. Comme l'année passée, le duel entre Paisley et Clough tourne à l'avantage du second (0-2, 0-0). Les Reds se trouvent éliminés dès le premier tour d'une compétition dont ils sont double tenants du titre et se concentrent dès lors sur le championnat, qu'ils remportent avec un nombre de points record (68), grâce à 30 victoires en 42 matchs. Ils s'inclinent cependant en demi-finale de la Coupe d'Angleterre face à Manchester United, après un nouveau match d'appui. La saison suivante est très similaire, avec une élimination précoce et inattendue en Coupe d'Europe, cette fois face au Dinamo Tbilissi, champion d'URSS, qui surclasse Liverpool au match retour (3-0), un nouveau titre de champion d'Angleterre, et des éliminations en demi-finales de la Cup par Arsenal, après trois matchs d'appui, et de la Coupe de la Ligue par Nottingham Forest.

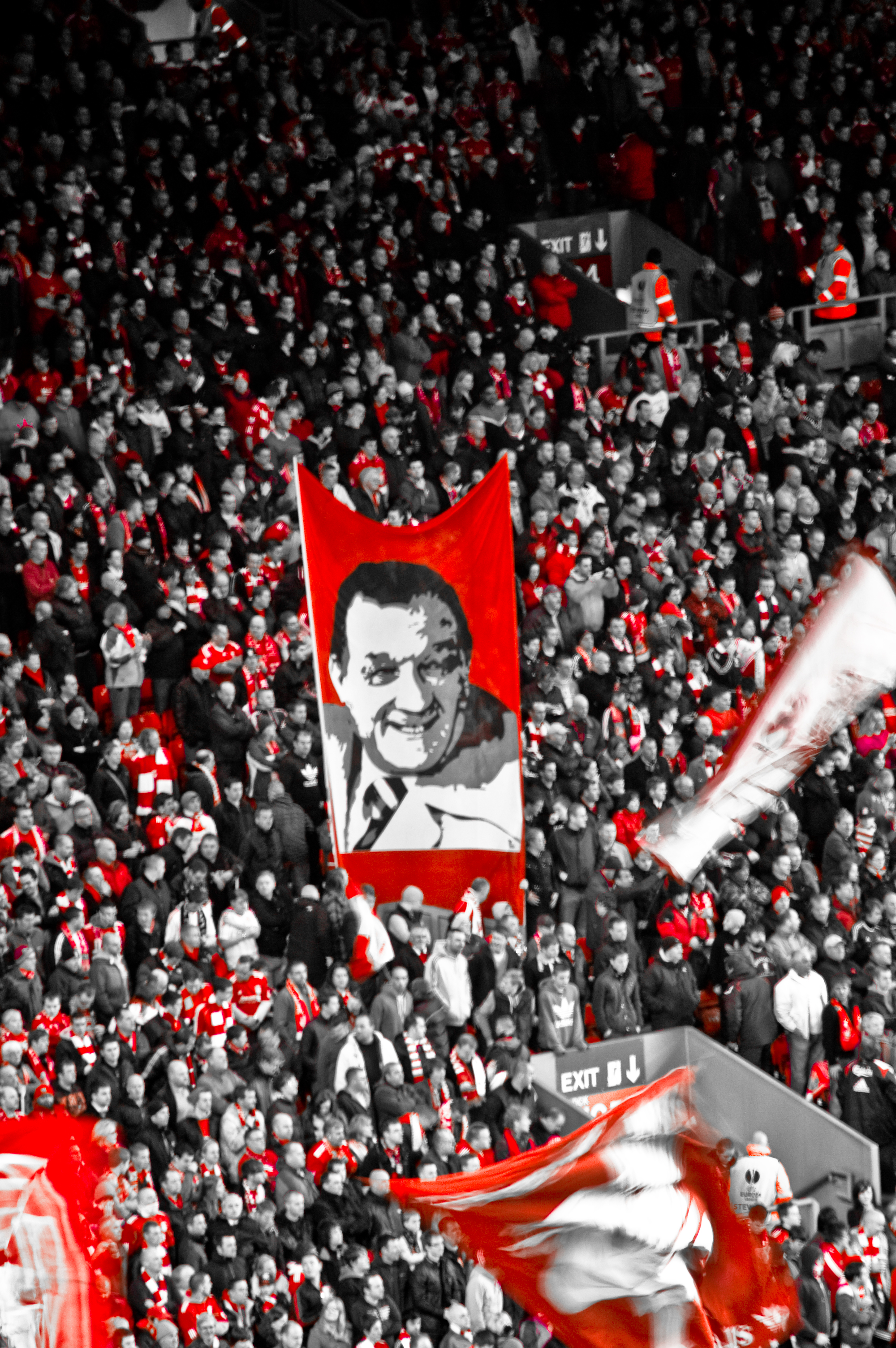
Bannière à l'effigie de Bob Paisley dans le public d'Anfield.

En 1980-1981, Bob Paisley connaît une saison contrastée : son équipe remporte une nouvelle fois le Charity Shield puis, pour la première fois, la Coupe de la Ligue, mais elle est progressivement distancée en championnat, qu'elle finit au cinquième rang, soit le pire classement connu par Paisley pendant sa carrière d’entraîneur. En janvier 1981, Liverpool s'incline en championnat face à Leicester City, ce qui met fin à une série de 85 matchs consécutifs sans défaite à Anfield toutes compétitions confondues. Les Reds poursuivent néanmoins leur parcours en Coupe des clubs champions européens. Ils éliminent notamment le CSKA Sofia en quart de finale et le Bayern Munich en demi-finale (0-0, 1-1) et défient le Real Madrid en finale à Paris. Au bout d'un match fermé, pendant Paisley parvient à faire déjouer la brillante équipe espagnole, Liverpool l'emporte 1-0,. Paisley devient ainsi le premier entraîneur à remporter trois fois la plus prestigieuse des compétitions européennes.
Paisley amorce après ce triomphe un profond renouvellement de l'effectif. Plusieurs joueurs importants sont remplacés, notamment le capitaine Phil Thompson et le gardien de but Ray Clemence. Les résultats de début de saison sont décevants et Bill Shankly meurt soudainement en septembre, provoquant une forte émotion dans le club. En décembre, Liverpool dispute pour la première fois la Coupe intercontinentale, organisée à Tokyo au Japon. En 1977 et 1978, Liverpool avait décliné l'invitation arguant du manque de dates disponibles, mais ils sont cette fois forcés de participer par l'UEFA. La compétition n’étant pas prioritaire aux yeux des dirigeants, les joueurs arrivent au dernier moment, en dépit du décalage horaire, et s'inclinent lourdement face aux Brésiliens de Flamengo (0-3), menés par un Zico à son meilleur niveau,. 
Il faut attendre le début de l'année 1982 pour voir les Reds se rétablir, avec l'affirmation de plusieurs nouveaux talents comme le buteur Ian Rush. Après leur élimination en quart de finale de la Coupe d'Europe sur le terrain du CSKA Sofia après prolongation, ils enchaînent les victoires — notamment onze d'affilée en première division — et remportent finalement championnat et Coupe de la Ligue. La Coupe d'Europe quant à elle est remportée pour la sixième fois d'affilée par un club anglais, Aston Villa.
Paisley annonce au mois d'août 1982 qu'il entame sa dernière saison sur le banc. Elle se passe dans la continuité de la précédente, avec de nouveaux succès en championnat, promis aux Reds dès le mois de février, mais aussi de nouvelles éliminations prématurées en Coupe d'Angleterre puis en Coupe d'Europe, en quart de finale face aux Polonais de Widzew Łódź. La défaite en FA Cup, le seul trophée national manquant au palmarès de Paisley, est particulièrement cruelle : elle est concédée à domicile face à Brighton & Hove Albion, un adversaire modeste. Cette élimination met fin à une série de 63 matchs de coupe sans défaite à Anfield, entamée en 1974. Le deuxième buteur des visiteurs ce jour-là est Jimmy Case, ancien joueur vedette de Liverpool que Paisley avait décidé de remplacer en 1981, le fidèle Phil Neal manquant lui l'occasion d'égaliser sur un pénalty en fin de rencontre. 
Les Reds parviennent à remporter la Coupe de la Ligue pour la troisième année consecutive. Peu après la victoire en finale sur Manchester United à Wembley, les joueurs insistent pour que Bob Paisley monte chercher le trophée dans les tribunes, à la place du capitaine comme le veut la tradition. Il refuse d'abord puis accepte finalement. Assurée d'un nouveau titre de champion et de voir partir son entraîneur, l'équipe termine la saison sur une improbable série de cinq défaites et deux nuls lors des sept derniers matchs de championnat, la pire connue par Bob Paisley comme manager.

### Fin de carrière et fin de vie
Comme prévu, Paisley prend sa retraite d’entraîneur en 1983, 44 ans après son arrivée au club. Il préconise que son compagnon de longue date, Joe Fagan, 62 ans, prenne la suite. Paisley intègre le conseil d'administration du club et s'interdit de repasser au centre d’entraînement comme avait pu le faire Shankly à ses débuts. Fagan s'appuie largement sur l'héritage de Paisley et mène les Reds lors d'une saison historique au cours de laquelle ils remportent le championnat d'Angleterre, la Coupe de la Ligue (face aux rivaux d'Everton) et une quatrième Coupe d'Europe des clubs champions face à l'AS Rome, à Rome.

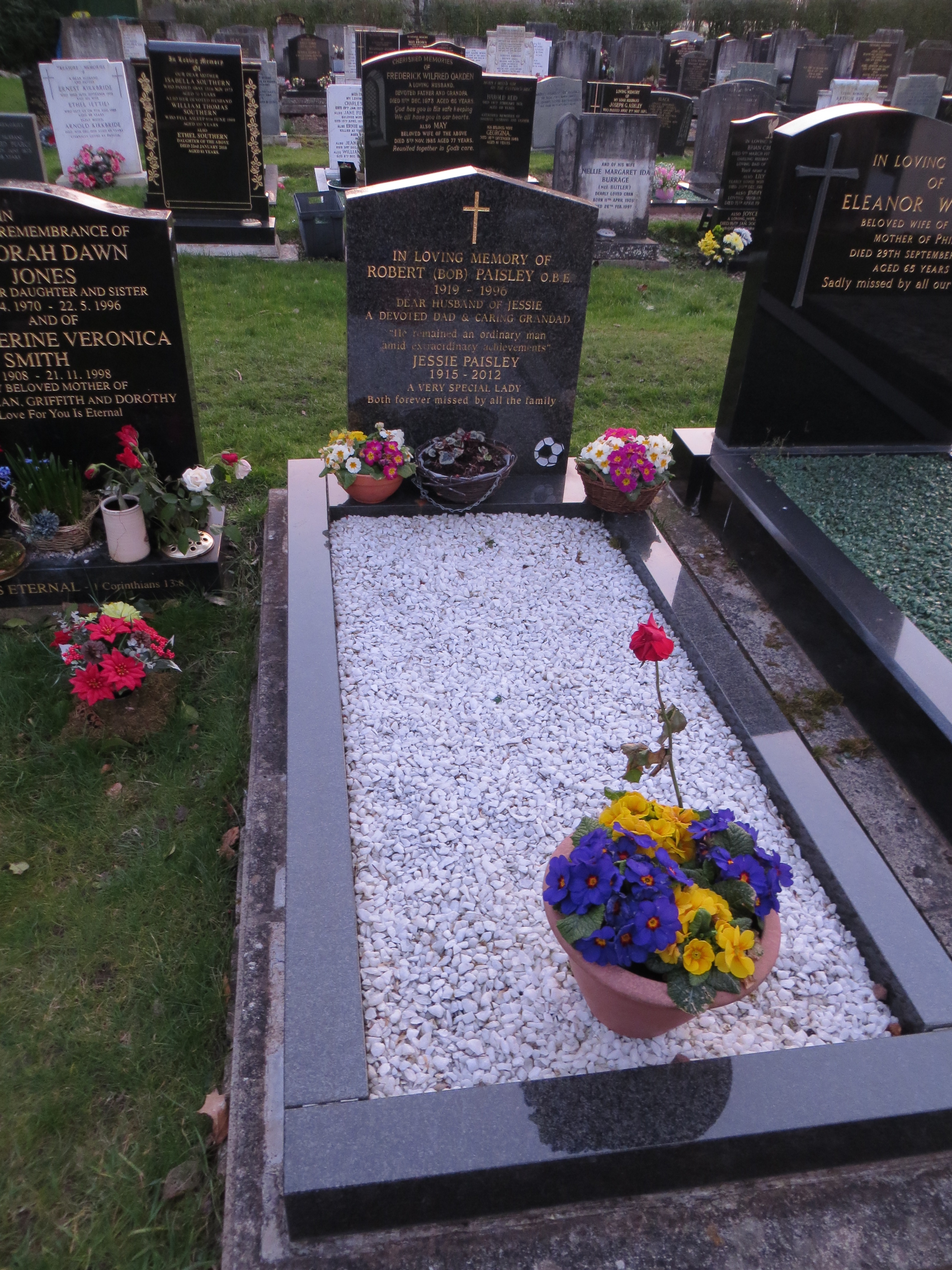
Tombe de Paisley et sa femme Jessie à l'église Saint-Pierre de Woolton, dans la banlieue de Liverpool.

Fagan annonce à son tour sa retraite à la fin de la saison suivante, achevée sans trophée. Kenny Dalglish se voit alors proposer de devenir entraîneur-joueur, ce qu'il accepte à la condition de pouvoir compter sur les conseils de Paisley. Paisley s'y tiendra de façon informelle pendant deux ans. L'annonce de cette nouvelle organisation a lieu quelques heures avant le drame du Heysel, au cours duquel 39 supporters italiens meurent et qui vaut à Liverpool d'être banni des compétitions européennes pendant dix ans,.
Début 1986, âgé de 66 ans, il est contacté par la Fédération d'Irlande de football en vue de prendre en charge l'équipe nationale, mais c'est Jack Charlton qui est finalement choisi. Paisley continue à servir Liverpool en tant que directeur jusqu'à ce qu'il prenne sa retraite définitive en 1992 en raison de problèmes de santé, après un diagnostic de la maladie d'Alzheimer.
Il meurt le 14 février 1996 à 77 ans, quelques semaines après avoir emménagé dans une maison de retraite à Halewood, dans le Merseyside. Il est inhumé dans le cimetière de l'église Saint-Pierre de Woolton (en), en banlieue de Liverpool. Un mémorial est érigé dans le parc de sa ville natale de Hetton-le-Hole. Son épouse Jessie, institutrice à Liverpool, avec qui il s'est marié en 1946, et ses trois enfants, Robert Junior, Graham et Christine lui survivent.

## Style d’entraîneur
Contrairement à son prédécesseur, Paisley parle peu, ne laisse pas apparaître ses émotions et cultive l'image de la simplicité de la classe ouvrière. Cela ne l’empêche pas d’être respecté de ses joueurs. Graeme Souness dit de lui : « Il a mené Anfield d'une main de fer. C'était un donneur d'ordres et rares étaient ceux qui bronchaient autour de lui ».
Comme Shankly, Paisley est économe dans le choix des joueurs et attaché à maintenir un effectif le plus limité possible en nombre. Il est remarquable par son choix très sûr des joueurs,, de ses premières recrues Phil Neal et Terry McDermott, à Joey Jones, Kenny Dalglish, Alan Hansen, Graeme Souness, qui vient compenser le départ de John Toshack, Alan Kennedy, Ronnie Whelan, Ian Rush, Bruce Grobbelaar, Craig Johnston, Mark Lawrenson ou encore Steve Nicol. Mais il est aussi attaché au développement de jeunes talents locaux, comme Phil Thompson, Sammy Lee, Jimmy Case et David Fairclough. Le choix de Kenny Dalglish  pour remplacer Kevin Keegan est l'une ses réussites majeures. Dalglish jouera plus de 500 matchs avec Liverpool, remportera trois fois la Coupe d'Europe et six fois le championnat, sera 2e au classement du Ballon d'or en 1983. Il est considéré comme l'un des meilleurs joueurs, si ce n'est le meilleur, de l'histoire du club,.
Cependant, contrairement à son prédécesseur, Paisley n'hésite pas à écarter des joueurs d'une saison sur l'autre dès lors qu'il juge qu'ils ne sont plus à leur meilleur niveau quand bien même ils paraissent être des piliers. Les capitaines Emlyn Hughes, vendu en 1979, et Phil Thompson, qui perd son brassard de capitaine peu après la victoire en finale de la Coupe d'Europe en 1981, en font notamment l'expérience. Après ce dernier triomphe, outre Thompson, ce sont le gardien de but Ray Clemence, le milieu Terry McDermott et l'attaquant David Johnson qui sont poussés vers la sortie.

## Palmarès

### En tant que joueur
Avec le Bishop Auckland, Bob Paisley remporte trois titres en 1939 : la Northern Football League, la FA Amateur Cup et la Durham Challenge Cup.
En huit saisons de compétitions officielles avec Liverpool, il remporte un seul titre, celui de champion d'Angleterre en 1946-1947.

### En tant qu'entraîneur

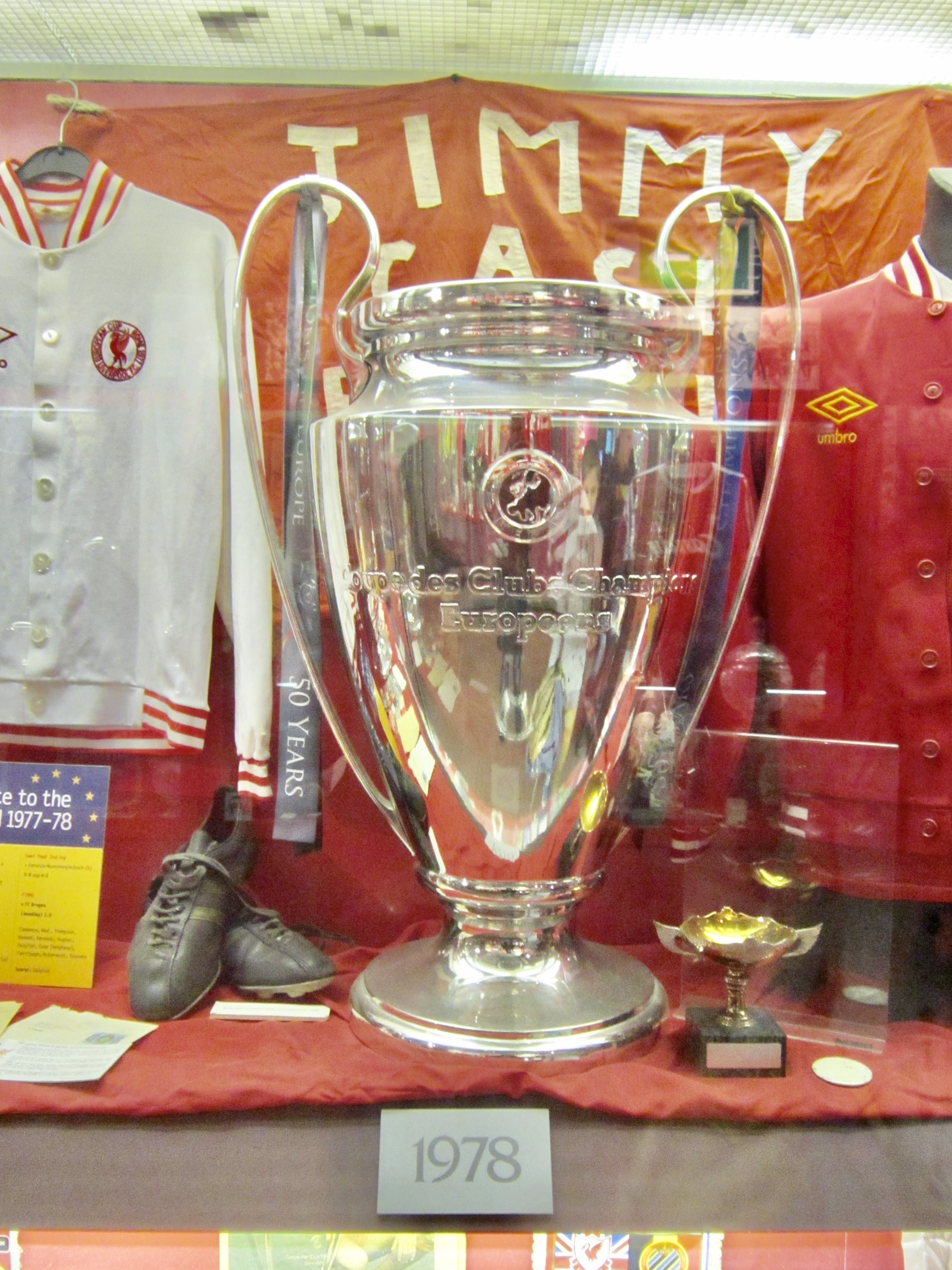
Trophée de la Coupe d'Europe des clubs champions 1978.

À la tête de Liverpool, Bob Paisley est champion d'Angleterre à six reprises, en 1976, 1977, 1979, 1980, 1982 et 1983. Sur la scène nationale, il remporte également trois Coupes de la Ligue d'affilée en 1981, 1982 et 1983 ainsi que six Charity Shields en 1974, 1976, 1977 (partagé avec Manchester United), 1979, 1980 et 1982. Malgré une finale en 1977, il échoue par contre à remporter la FA Cup, la Coupe d'Angleterre, qu'il n'avait déjà pas remporté comme joueur.
Il n'est que le deuxième manager parvenant à remporter le championnat d'Angleterre en tant que joueur puis comme manager dans le même club, après Bill Nicholson avec Tottenham Hotspur en 1961.
Après un premier titre continental avec la Coupe UEFA en 1976, Paisley remporte la Coupe des clubs champions européens, en 1977, 1978 et 1981, un exploit alors inédit pour un même entraîneur,. Carlo Ancelotti (avec deux clubs différents) et Zinédine Zidane (avec le Real Madrid) égalent l'exploit en 2014 et 2018 respectivement.
S'il remporte l'édition 1977 de la Supercoupe de l'UEFA, le Liverpool de Paisley néglige les « supercoupes » internationales : il décline l'invitation à disputer la Coupe intercontinentale, face aux Argentins de Boca Juniors, en 1977 et 1978, et s'incline en Supercoupe de l'UEFA en 1978. En 1981, Liverpool, obligé contractuellement, participe sans enthousiasme à la Coupe intercontinentale, s'inclinant logiquement et refusant de disputer la Supercoupe de l'UEFA, arguant de l'absence de date disponible.
Avec vingt trophées majeurs remportés en neuf saisons, le palmarès de Paisley atteint un ratio annuel (2,2) inédit dans l'histoire du football anglais.

## Statistiques

### Statistiques de joueur
| Saison                | Club                  | Championnat           | Championnat | Championnat | Coupe(s) nationale(s) | Coupe(s) nationale(s) | Total | Total |
| Saison                | Club                  | Division              | M.          | B.          | M.                    | B.                    | M.    | B.    |
| 1945-1946             | Liverpool FC          | 0                     |             |             | 4                     | 0                     | 4     | 0     |
| 1946-1947             | Liverpool FC          | First Division        | 33          | 0           | 6                     | 0                     | 39    | 0     |
| 1947-1948             | Liverpool FC          | First Division        | 37          | 1           | 2                     | 0                     | 39    | 1     |
| 1948-1949             | Liverpool FC          | First Division        | 36          | 1           | 4                     | 0                     | 40    | 1     |
| 1949-1950             | Liverpool FC          | First Division        | 23          | 1           | 5                     | 1                     | 28    | 2     |
| 1950-1951             | Liverpool FC          | First Division        | 41          | 1           | 1                     | 0                     | 42    | 1     |
| 1951-1952             | Liverpool FC          | First Division        | 37          | 2           | 3                     | 1                     | 40    | 3     |
| 1952-1953             | Liverpool FC          | First Division        | 26          | 2           | -                     | -                     | 26    | 2     |
| 1953-1954             | Liverpool FC          | First Division        | 19          | 2           | -                     | -                     | 19    | 2     |
| Total sur la carrière | Total sur la carrière | Total sur la carrière | 252         | 10          | 25                    | 2                     | 277   | 12    |

### Statistiques d'entraîneur
| Saison    | Club         | Championnat | Championnat | Championnat | Championnat | Championnat | Championnat | Coupes nationales | Coupes nationales | Coupes nationales | Coupes nationales | Coupes nationales | Coupes internationales | Coupes internationales | Coupes internationales | Coupes internationales | Coupes internationales | Total | Total | Total | Total | % victoires |
| Saison    | Club         | Comp.       | Class.      | M.          | V.          | N.          | D.          | Comp.             | M.                | V.                | N.                | D.                | Comp.                  | M.                     | V.                     | N.                     | D.                     | M.    | V.    | N.    | D.    | % victoires |
| --------- | ------------ | ----------- | ----------- | ----------- | ----------- | ----------- | ----------- | ----------------- | ----------------- | ----------------- | ----------------- | ----------------- | ---------------------- | ---------------------- | ---------------------- | ---------------------- | ---------------------- | ----- | ----- | ----- | ----- | ----------- |
| 1974-1975 | Liverpool FC | FD          | 2e          | 42          | 20          | 11          | 11          | FA+LC+CS          | 7                 | 1+2+1tab          | 0+1               | 1+1               | C2                     | 4                      | 2                      | 2                      | 0                      | 53    | 26    | 14    | 13    | 49,1%       |
| 1975-1976 | Liverpool FC | FD          | 1er         | 42          | 23          | 14          | 5           | FA+LC             | 5                 | 1+1               | 0+1               | 1+1               | C3                     | 12                     | 8                      | 3                      | 1                      | 59    | 33    | 19    | 8     | 55,9%       |
| 1976-1977 | Liverpool FC | FD          | 1er         | 42          | 23          | 11          | 8           | FA+LC+CS          | 11                | 5+0+1             | 2+1               | 1+1               | C1                     | 9                      | 7                      | 0                      | 2                      | 62    | 36    | 14    | 12    | 58,1%       |
| 1977-1978 | Liverpool FC | FD          | 2e          | 42          | 24          | 9           | 9           | FA+LC+CS          | 11                | 0+5               | 0+3+1             | 1+1               | C1+SU                  | 9                      | 5+1                    | 0+1                    | 2                      | 62    | 35    | 14    | 13    | 56,5%       |
| 1978-1979 | Liverpool FC | FD          | 1er         | 42          | 30          | 8           | 4           | FA+LC             | 8                 | 4+0               | 2+0               | 1+1               | C1+SU                  | 4                      | 0+1                    | 1                      | 1+1                    | 54    | 35    | 11    | 8     | 64,8%       |
| 1979-1980 | Liverpool FC | FD          | 1er         | 42          | 25          | 10          | 7           | FA+LC+CS          | 16                | 4+4+1             | 3+2               | 1+1               | C1                     | 2                      | 1                      | 0                      | 1                      | 60    | 35    | 15    | 10    | 58,3%       |
| 1980-1981 | Liverpool FC | FD          | 5e          | 42          | 17          | 17          | 8           | FA+LC+CS          | 12                | 1+6+1             | 0+2               | 1+1               | C1                     | 9                      | 6                      | 3                      | 0                      | 63    | 31    | 22    | 10    | 49,2%       |
| 1981-1982 | Liverpool FC | FD          | 1er         | 42          | 26          | 9           | 7           | FA+LC             | 13                | 2+7               | 0+3               | 1+0               | C1+CI                  | 7                      | 4                      | 1                      | 1+1                    | 62    | 39    | 13    | 10    | 62,9%       |
| 1982-1983 | Liverpool FC | FD          | 1er         | 42          | 24          | 10          | 8           | FA+LC+CS          | 12                | 2+7+1             | 0+0               | 1+1               | C1                     | 6                      | 4                      | 0                      | 2                      | 60    | 38    | 10    | 12    | 63,3%       |
| Total     | Total        | Total       | Total       | 378         | 212         | 99          | 67          |                   | 95                | 57                | 21                | 17                |                        | 62                     | 39                     | 11                     | 12                     | 535   | 308   | 131   | 96    | 57,5%       |

- En gras : les compétitions remportées.

## Distinctions
Bob Paisley est fait officier de l'ordre de l'Empire britannique (OBE) en 1977,, peu après le premier titre de Liverpool en Coupe des clubs champions européens.
Il est élu entraîneur de l'année en Angleterre à six reprises, en 1976, 1977, 1979, 1980, 1982 et 1983,. Après sa retraite, il reçoit le PFA Merit Award en 1983 puis le FWA Tribute Award en 1984, en récompense de son apport exceptionnel au football,.
Il est intronisé au English Football Hall of Fame à sa création en 2002 en tant qu'entraîneur, aux côtés de cinq autres entraîneurs emblématiques du football anglais : Matt Busby, Brian Clough, Alex Ferguson, Alf Ramsey et Bill Shankly.
Il apparaît dans de nombreux classements des meilleurs entraîneurs « de tous les temps »,. Il est notamment :
- 4e du classement d'ESPN publié en 2013[73] ;
- 8e du classement du magazine World Soccer en 2013[74] ;
- 10e du classement de Sports Illustrated en 2019[75] ;
- 22e du classement du magazine FourFourTwo publié en 2020[76] ;
- 26e au classement du magazine France Football en 2019[77].

## Postérité

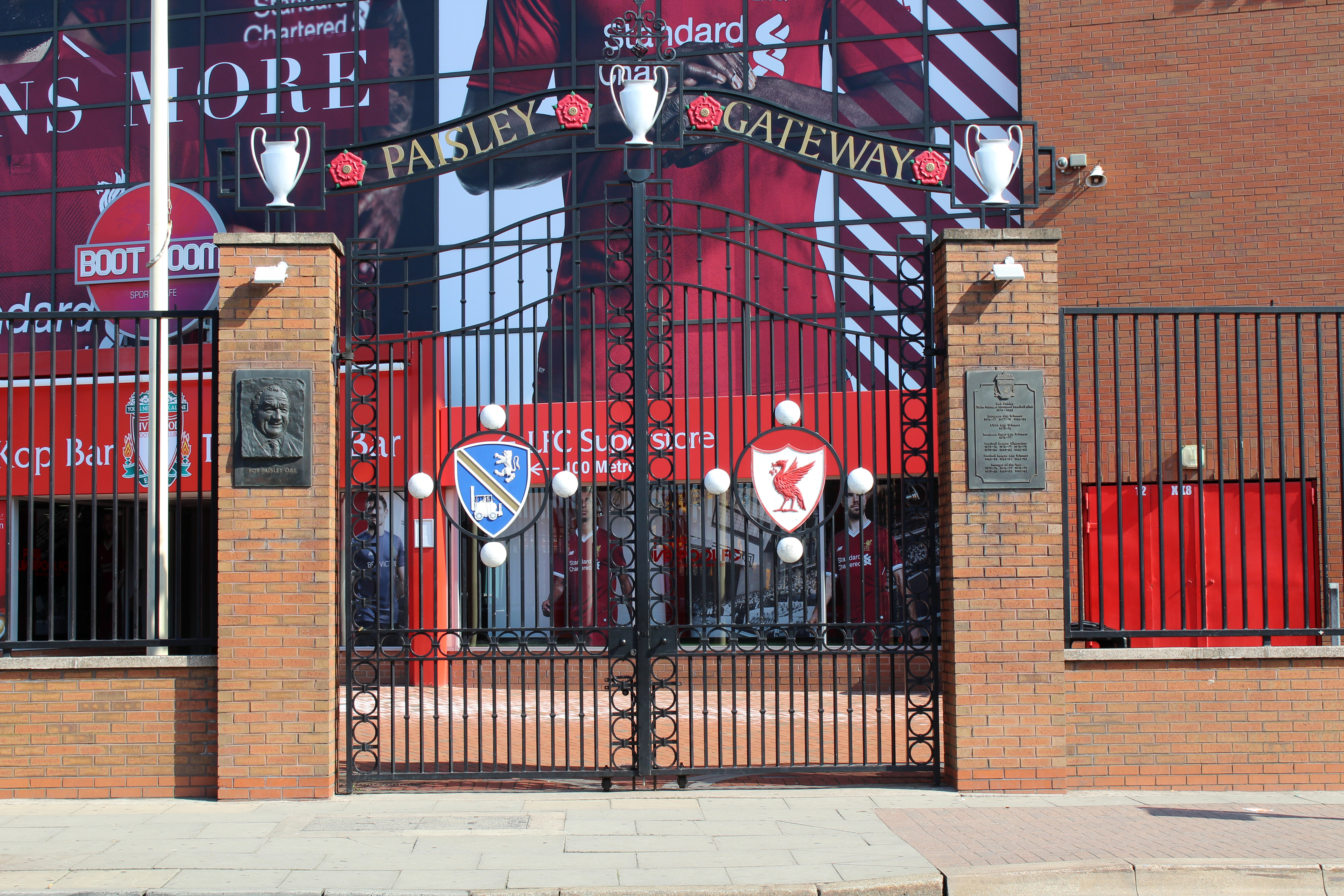
Paisley Gateway devant le stade d'Anfield, en 2018.

Le 8 avril 1999, Liverpool rend hommage à son ancien entraîneur Bob Paisley en installant une porte à son honneur en face du kop du stade d'Anfield, baptisée la « Paisley Gateway », en complément des préexistantes « Shankly Gates ».
Cette porte, mesurant 4,5 m de hauteur, pèse plus de deux tonnes et nécessite un renfort des fondations adjacentes. Les trois coupes d'Europe remportées par l'entraîneur sont représentées en haut de celle-ci. Sur la gauche de la porte est présente une plaque en bronze avec le portrait de l'ancien entraîneur des Reds. Les autres symboles représentent le lieu de naissance de Bob ainsi que le Liver bird qui l'a accompagné pendant toute sa carrière dans la ville de Liverpool.
Le 30 janvier 2020, une statue représentant Paisley transportant un joueur blessé, Emlyn Hughes, hors du terrain, est inaugurée au bord du stade. La scène date de 1968, quand Paisley n'était encore que l'adjoint de Shankly. Sur le socle est gravée une citation de Paisley : « This club has been my life; I'd go out and sweep the street and be proud to do it for Liverpool FC if they asked me to », en français : « Ce club a été ma vie ; j'irais balayer la rue et je serais fier de le faire pour le Liverpool FC s'ils me le demandaient. ». La sculpture est inaugurée en présence de plusieurs anciens joueurs de Paisley, dont Ian Rush, Kenny Dalglish et Phil Thompson.